# Nikolaï Leonov
Pour les articles homonymes, voir Leonov.
 (avril 2022).
Si vous disposez d'ouvrages ou d'articles de référence ou si vous connaissez des sites web de qualité traitant du thème abordé ici, merci de compléter l'article en donnant les références utiles à sa vérifiabilité et en les liant à la section « Notes et références ».
Nikolaï Sergueïevitch Leonov (en russe : Никола́й Серге́евич Лео́нов, né le 22 août 1928 et mort le 27 avril 2022) est un homme politique soviétique, nationaliste russe, ancien officier supérieur du KGB et expert pour les questions d'Amérique latine en URSS.

## Biographie
En 1953, à 25 ans, Nikolaï Leonov est muté à Mexico, où il apprend l'espagnol à l'Université autonome. Au cours de la traversée, il a rencontré Raúl Castro, qui revenait d’un festival de la jeunesse européenne. À son arrivée au Mexique, il occupa un poste subalterne à l'ambassade soviétique.
En 1955, Nikolaï Leonov rencontra Che Guevara à Mexico par l'intermédiaire de Raúl Castro. Leonov a violé les règles de l'ambassade en visitant Guevara, fasciné par la vie soviétique. Après avoir répondu à certaines questions de Guevara, Leonov lui a donné de la littérature soviétique. Lorsque Guevara s'est rendu à l'ambassade pour prendre les livres, les deux hommes ont reparlé, la dernière fois qu'ils se sont parlé au Mexique. Rappelé à Moscou en novembre 1956, Leonov quitta le service diplomatique et décida de poursuivre une carrière d'historien de l'Amérique latine. Il travailla comme traducteur pour la maison d'édition Progrès. À la fin de l'été 1958, il est invité à rejoindre le KGB. Le 1er septembre, il a commencé une formation de deux ans sur le renseignement, qui a été interrompue, selon lui, par la révolution cubaine. En octobre 1959, ses supérieurs lui ordonnent d'abandonner ses études et d'accompagner Anastase Mikoïan au Mexique.
En février 1960, il accompagna le vice-Premier ministre soviétique Anastase Mikoïan lors de sa visite à La Havane, où il renoua avec Guevara, à qui il donna un pistolet de tireur de précision « au nom du peuple soviétique ». Dans les années 1960, il était officier supérieur du KGB en poste au Mexique. Lors de la crise des missiles de Cuba d'octobre 1962, il recevait régulièrement des rapports d'agents de Floride faisant état de préparatifs militaires américains. Il était convaincu à l'époque qu'une confrontation nucléaire ne résulterait pas de la crise. Il a servi d'interprète lors de la visite de Fidel Castro en Union soviétique en 1963. En 1968, Leonov a été rappelé à Moscou, où il est devenu analyste principal.
Un rapport rédigé par son bureau en 1975 reconnaissait le danger grandissant pesant sur le pouvoir de l'Union soviétique en termes géopolitiques, affirmant que, conformément à la politique de l'Empire britannique, l'Union soviétique devait limiter l'engagement de ses ressources à quelques domaines clés dans lesquels son pouvoir pourrait fonctionner de manière plus sélective. Le rapport suggérait d'établir une base soviétique sur la péninsule arabique dans « le pays le plus marxiste » de la région, le Yémen du Sud. Le rapport a été retourné au bureau de Leonov, sans la signature de l'approbation d'Andropov.
À la fin des années 1970 et au début des années 1980, il se rendit fréquemment en Pologne pour évaluer la situation et aurait déclaré au président du KGB, Iouri Andropov, lors d'une discussion animée, que les perspectives du socialisme polonais étaient peu encourageantes.
Entre 1983 et janvier 1991, Nikolaï Leonov a été chef adjoint de la première direction du Comité de la sécurité de l'État (KGB) de l'Union soviétique, deuxième poste au sein de la structure du KGB. Auparavant, il était sous-directeur du département d’analyse et d’information du KGB (1973-1982) et sous-directeur du département d’Amérique latine (1968-1972). Leonov a reçu un doctorat en histoire de l'Amérique latine de l'Académie des sciences de l'URSS et a écrit le livre Esquisses de l'histoire récente et moderne des pays d'Amérique centrale (Очерки новой и новейшей истории стран Центральной Америки, 1973). En 1985, il publie ses mémoires sous le titre Difficult Times. En 1998, il était professeur à l'Institut des relations internationales de Moscou.
En décembre 2003, Nikolaï Leonov est élu à la Douma d'État, la chambre basse du parlement russe, en tant que membre du parti nationaliste Rodina. Il est étroitement lié à l'administration du Kremlin et est un ami de longue date et le mentor de son ancien subordonné du KGB, le président Vladimir Poutine.